# Bulletin Botanique (Genève)
Bulletin Botanique (Genève) (abreviado Bull. Bot. (Geneva)) fue una revista con ilustraciones y descripciones botánicas que fue editada en Ginebra. Se publicaron 12 fascículos desde el año 1830 hasta 1832 con el nombre de Bulletin Botanique; ou collection de notices originales et d'extraits des ouvrages botaniques. Genève. 

## Publicación
- Fasc. 1-9, 1830;
- Fasc. 10-12, 1832